# Джамиль, Ахмед
Ахмед Джамиль (азерб. Əhməd Cəmil, настоящее имя — Ахмед Саттар оглы Джемильзаде; 20 октября 1913, Эривань — 27 сентября 1977, Баку) — советский азербайджанский поэт, лауреат Государственной премии Азербайджанской ССР (1980, посмертно). Член Союза писателей Азербайджана.

## Биография
Родился 20 октября 1913 года в семье ремесленника в губернском городе Эривань (ныне столица Армении — Ереван). Рано потерял отца, воспитывался матерью. Окончил школу в городе Гянджа. Продолжил свое обучение в литературном факультете Азербайджанского педагогического института, который окончил в 1933 году. Работал учителем, старшим учителем и методистом в селе Дзегам Шамхорского района (1933—1936) и городе Кировабад (1936—1940). В 1940—1942 годах — советник поэтического отделения Союза писателей республики, сотрудник, ответственный секретарь «Адабият газети» («Литературной газеты»), ответственный секретарь Союза писателей Азербайджана. 
В годы Великой Отечественной войны — сотрудник в редакциях ряда фронтовых газет Крыма и Северного Кавказа. В 1944—1947 и 1948—1950 годах — ответственный секретарь Правления, в 1950—1951 годах — советник Союза писателей Азербайджана, в 1951 году работал временным редактором в «Адабият газети». В 1953—1955 годах — главный редактор, редактор Азербайджанского государственного издательства («Азернешра»), в 1956—1959 годах — советник Министерства культуры Азербайджанской ССР. В 1959—1960 году — редактор журнала «Азербайджан», в 1962—1963 годах — вновь главный редактор «Азернешра», в 1964—1967 годах — редактор издательства «Гянджлик». С 1973 года до конца жизни — главный редактор журнала «Улдуз». 
Скончался 27 сентября 1977 года в городе Баку. Именем названы улица в Ясамальском районе города Баку и школа.

## Творчество
Первое стихотворение под названием «Красивый Кавказ» написал в 7 классе, первые стихотворения были напечатаны в журнале «Кызыл Гянджа» в 1928 году. Стихотворения «Дагестанский бедняк», «Красная Гянджа», «Юный большевик», «Революция и культура» и другие можно отнести к раннему творчеству поэта.
Поэтический стиль Ахмеда Джамиля окончательно сформировался в годы Великой Отечественной войны. В эти годы он написал стихотворения «Милая бабушка, расскажи мне сказку», «Приходи, утро», «Обручальное кольцо», «Беженцы», посвященные мужеству и героизму советских людей в борьбе с немецкими захватчиками, вере в победу, и ставшими одними из лучших примеров азербайджанской советской лирики.
В послевоенные годы писал об отважном труде советских рабочих, дружбе народов, мире, коммунизме и Советском Союзе. Среди послевоенной поэзии можно отметить такие произведения, как «Звезды Мингечаура» (1958), «Весенняя заря» (1964) и другие. 
Основными чертами поэзии Ахмеда Джамиля являются лаконизм, тщательная отделка формы и выразительность языка. Одной из характерных особенностей творчества является отсутствие громких слов, сдержанность, простота. 
Не только каждое его стихотворение, но и каждая строка дышит мышлением художественной поэзии, и даже небольшие стихи этого мастера сюжетной лирики равны целой поэме
Мехти Гусейн о поэзии Ахмеда Джамиля
Как сладки и естественны нежные и глубокие песни, исходящие из струн его лиры. Они с журчанием текут, как чистый горный родник, благоухают, как весенние цветы. Я говорю о настоящем поэте. А это означает настоящее вдохновение
Самед Вургун о поэзии Ахмеда Джамиля
Стихотворный язык А.Джамиля близок к народному разговорному языку. Его лирический герой говорит без пафоса. Но это и не шепот. В стихотворении я люблю именно такой язык. О чем бы поэт ни разговаривал с читателем, стихи А.Джамиля напоминают разговор настоящего друга, гармония его стихов не меняется, они всегда остаются благозвучными
Назым Хикмет о поэзии Ахмеда Джамиля
Занимался переводами. Перевел «Фауста» Гёте, стихотворения и поэмы Лермонтова, Некрасова, Шевченко, Маяковского, Маршака, Твардовского, Исаакяна, Михалкова, Гамзатова, Франко, Миршакара, Саят-Новы. Произведения Ахмеда Джамиля переводились на языки народов СССР.

## Награды
- Государственная премия Азербайджанской ССР — за стихи написанные в последние годы и сборник «Вовремя пришли мы на этот свет» (1980)
- два ордена Трудового Красного Знамени (в т.ч. 9 июня 1959).